# Ternstroemia urdanetensis
Ternstroemia urdanetensis är en tvåhjärtbladig växtart som först beskrevs av Adolph Daniel Edward Elmer, och fick sitt nu gällande namn av Clarence Emmeren Kobuski. Ternstroemia urdanetensis ingår i släktet Ternstroemia och familjen Pentaphylacaceae. Inga underarter finns listade i Catalogue of Life.